# Dino Stalker
Dino Stalker (Gun Survivor III: Dino Crisis no Japão) é um jogo de tiro em primeira pessoa criado pela Capcom, que foi lançado para o Playstation II em 27 de junho de 2002. O jogo é um spin-off da série de jogos Dino Crisis e serve como uma pré-sequência aos eventos de Dino Crisis II. Embora possa ser desempenhado de outros meios, uma pistola de luz é recomendada, sendo que o jogo faz parte de uma série da Capcom que tenta diminuir o vácuo entre os jogos de pistola e os jogos tradicionais que permitem ao jogador um controle maior sobre os seus movimentos.
Dino Stalker é a terceira parte da série Gun Survivor da Capcom (seguido por Resident Evil: Survivor e Resident Evil: Survivor II CODE: Verônica). Embora os jogos dessa série sejam uma parcela da série Resident Evil, Dino Stalker é o único jogo sem qualquer vínculo com a franquia, sendo precedido por Resident Evil: Dead Aim.

## História
A trama gira em torno do personagem central Mike Wired, que foi capturado numa intensa batalha de aviões durante a Segunda Guerra Mundial. Mike foi subitamente teleportado para outra dimensão, tendo que se defender de um exército de predadores voadores pré-históricos.
Quando Mike deixa aquele lugar, acaba encontrando mais dinossauros, tendo que adquirir armas especiais para poder lutar. O rapaz, então, ouve uma voz no seu novo comunicador em seu punho, dizendo-lhe para encontrar uma garota chamada Paula. Quando Mike encontra a garota, ela simplesmente o ataca com uma "Trindade", antes de aparecerem mais dinossauros. A Trindade, na verdade, é um dinossauro com inteligência, que envia outras criaturas para atacar o rapaz, fazendo isso durante a luta. A fim de ganhar a luta contra a criatura, Mike terá que disparar na Trindade, enquanto ela se move rapidamente, em torno de um portão velho e quebrado.
O final acontece dentro de um vulcão, repleto de lava e com um grande inimigo que o rapaz deve derrotar. Após a longa batalha, Mike acaba enviado de volta à própria dimensão, exatamente no mesmo avião em que estava no início do jogo. Devido ao enredo, Dino Stalker serve como uma pré-seqüência aos acontecimentos de Dino Crisis II.

## Dinossauros
- Tiranossauro
- Troodonte
- Carnotauro
- Deinonico
- Oviráptor
- Compsognato
- Cronosaurus
- Elasmossauro
- Pteranodonte
- Tricerátopo

## Ver Também
- Dino Crisis (Série)
- Dino Crisis
- Dino Crisis II
- Dino Crisis III